# Sbrodovka
Sbrodovka (en rus: Сбродовка) és un poble de l'óblast de Saràtov, a Rússia, segons el cens del 2010 tenia 151 habitants. Pertany al districte municipal de Saràtov.